# بزاته
بزاته (به ایتالیایی: Besate) یک کومونه در ایتالیا است که در استان میلان واقع شده‌است. بزاته ۱۲٫۷ کیلومتر مربع مساحت و ۱٬۸۱۳ نفر جمعیت دارد و ۱۰۴ متر بالاتر از سطح دریا واقع شده‌است.